# Battaglia di Cantigny
La battaglia di Cantigny fu combattuta il 28 maggio 1918, il secondo giorno della grande offensiva tedesca, e fu la prima offensiva americana della prima guerra mondiale.
Il 28th Infantry Regiment della 1st Infantry Division degli Stati Uniti d'America (3 564 effettivi), sotto il comando del maggior generale Robert Lee Bullard, catturò il villaggio di Cantigny, strappandolo alla 18ª Armata tedesca comandata da Oskar von Hutier. Il villaggio era situato su un terreno sopraelevato e circondato da boschi, il che lo rendeva un bersaglio ideale per l'artiglieria tedesca.
In appoggio all'operazione, i francesi fornirono copertura aerea, 368 cannoni pesanti, mortai da trincea e lanciafiamme. La fanteria americana in avanzamento fu aiutata da dodici carrarmati francesi Schneider usati per eliminare i nidi di mitragliatrici tedeschi. Con tale supporto, e avanzando molto più audacemente di quanto atteso, il 28th Infantry prese il villaggio in 45 minuti.
Per tre giorni dopo la cattura del villaggi, i tedeschi lanciarono violenti contrattacchi contro gli americani. Tuttavia, un altro reggimento americano (il 26th Infantry) sopraggiunse a supportare il 28th, e la posizione fu mantenuta.
Gli americani espansero il proprio fronte di circa un miglio. La conquista di Cantigny fu una vittoria minore, e la sua valenza fu oscurata dalla battaglia in corso lungo l'Aisne. Le forze statunitensi mantennero la posizione a prezzo di 1 067 caduti, e catturarono 100 soldati nemici. Matthew B. Juan, un eroe di guerra amerindio, fu ucciso durante questa battaglia. Il successo americano a Cantigny fu seguito nella prima metà di giugno da attacchi contro Château-Thierry e dalla Battaglia di Belleau Wood.